# Князевка (Єрмекеєвський район)
Кня́зевка (рос. Князевка, башк. Князевка) — присілок у складі Єрмекеєвського району Башкортостану, Росія. Входить до складу Суккуловської сільської ради.
Населення — 83 осіб (2010; 59 в 2002).
Національний склад:
- башкири — 53 %
- татари — 46 %